# Adiantum viridimontanum
Adiantum viridimontanum är en kantbräkenväxtart som beskrevs av Paris. Adiantum viridimontanum ingår i släktet Adiantum och familjen Pteridaceae. Inga underarter finns listade.